# IPadOS 26
iPadOS 26是苹果公司为iPad推出的iPadOS操作系统的第七个版本，也是下一个iPadOS的主要版本。于 2025 年 6 月 9 日在该公司举行的全球开发者大会（WWDC）上宣布，预计将于 2025 年 9 月发布正式版本。
从此版本的 iPadOS 开始，Apple 改变了其编号约定，以确保所有操作系统的一致性。 
iPadOS 26 采用全新的Liquid Glass设计语言。Liquid Glass受visionOS启发，利用具有 “玻璃光学特性” 的圆形与半透明元素，是自iOS 7以来最大的一次设计方案更改。许多应用程序重新设计了用户界面，使用了新的设计语言。

## 新功能和变化

### 用户界面
自iOS 7以来，用户界面首次采用新的 Liquid Glass 设计进行重新设计，使用与visionOS类似的透明度更高的图标和菜单。

### 窗口管理
新的窗口系统创造了与macOS类似的体验。应用程序现在可以自由调整大小，并带有类似macOS上的“红绿灯”控制按钮，允许用户最小化应用程序、关闭应用程序或使应用程序全屏显示。通过在显示屏顶部向下滑动即可显示 macOS 风格的菜单栏。轻拂窗口或使用新的平铺选项时，窗口平铺选项也可用。 
新系统由新的窗口引擎提供支持，该引擎通过分析正在积极使用的窗口来优化窗口渲染，使得新的窗口系统可以在所有支持 iPadOS 26 的 iPad 上使用，同时还允许在屏幕上同时显示更多窗口。 
现有的全屏和台前调度窗口管理模式仍然可用。不同以往仅在搭载 M 系列芯片的机型和支持 iPadOS 18 的 A 系列 iPad Pro 机型上支持台前调度，现在所有支持 iPadOS 26 的 iPad 均支持这一功能， 
随着新窗口管理系统的推出，传统的分屏功能 Split View 和小窗模式 Slide Over 已被移除。 

### 后台任务
iPadOS 26 引入了“后台任务”功能，允许在后台执行长时间运行的任务。使用这一功能可以在例如导出视频或下载大型文件的同时不影响其他应用程序的使用。开发者可以使用新的后台任务API来支持用户在应用程序中执行长时间运行的进程。这些后台任务会在“实时活动”中显示，让用户可以随时了解任务的进度。

### 手记
该应用此前仅在 iOS 平台上提供，现推出专用的 iPadOS 版本，并支持 Apple Pencil。 

### 预览
iPadOS 26 增加了类似于 macOS 上的预览应用程序，搭配 Apple Pencil 可以实现标记等功能。 

### 本地捕获
iPadOS 26 现在可以在使用视频会议等应用程序时分别录制高质量的视频和音频流，并可以在播客的编辑应用程序中共享或使用。 本地捕获的视频被编码为MP4文件，使用HEVC和FLAC编码格式。 

## 支持的设备
iPadOS 26 需要A12处理器或更新处理器，   Apple Intelligence 需要搭载Apple M1、Apple A17 Pro处理器或更新版本的iPad。  
支持以下设备：
- iPad （第 8 代）或更高版本
- iPad Mini （第五代）或更高版本
- iPad Air （第三代）或更高版本
- iPad Pro 11 英寸（第 1 代）或更高版本
- iPad Pro 12.9 英寸（第三代）或更高版本
- iPad Pro 13 英寸 (M4)

## 发布历史
iPadOS 26 的第一个开发者测试版已于 2025 年 6 月 9 日发布。
|  | 先前版本 |  | 当前版本 |  | 当前测试版 |  | 安全响应 |

| 版本 | 版本详情         | 组建     | 发布日期      | 笔记                                                        |
| ---- | ---------------- | -------- | ------------- | ----------------------------------------------------------- |
| 26.0 | Developer Beta 1 | 23A5260n | 2025年6月9日  | iOS 和 iPadOS 26.0 Beta 1 开发者预览版说明 仅限开发者测试版 |
| 26.0 | Developer Beta 2 | 23A5276f | 2025年6月23日 | iOS 和 iPadOS 26.0 Beta 2 开发者预览版说明                  |
| 26.0 | Developer Beta 3 | 23A5287g | 2025年7月7日  | iOS & iPadOS 26.0 Beta 3 开发者预览版说明                   |
| 26.0 | Developer Beta 4 | 23A5297i | 2025年7月22日 | iOS & iPadOS 26.0 Beta 4 开发者预览版说明                   |
| 26.0 | Developer Beta 5 |          |               |                                                             |